# Francisco do Rego Barros (Salinas)
Francisco do Rego Barros (Olinda, 1593) foi um juiz ordinário e de órfãos, além de vereador e presidente da Câmara de Olinda.
Filho de pais nobres e ricos, mantinha nas proximidades de sua residência, além do mais, um serviço de aproveitamento de sal, mais conhecido como As salinas. E nas primeiras décadas do século XVII, uma animada povoação havia se constituído em volta daquela fabricação de sal.
Em 1630, quando os holandeses invadiram Pernambuco sua primeira investida foi contra a propriedade das salinas de Rego Barros, que não era bem protegida, mas os locais resistiram corajosamente, recebendo os invasores com grossa metralha. Apenas ao fim de várias tentativas é que a propriedade cairia em poder dos invasores.
Em dia 15 de janeiro de 1654, quando os pernambucanos obtiveram uma grande vitória com a conquista do Forte das Salinas, ali instalado, e sendo o dia 15 consagrado a Santo Amaro, atribuiu-se a vitória a um milagre desse santo. Derrotados os holandeses, de uma vez por todas, pôde Francisco do Rego Barros, agora com o título de capitão e foro de fidalgo da Casa Real (por especial mercê de D. João IV), retornar às suas terras e Às salinas.
Quando faleceu, o seu filho mais velho Luís do Rego Barros, construiu, em 1681, uma capela sob a invocação de Santo Amaro - o protetor de seu pai -, sobre as ruínas do Forte das Salinas.
Procedeu da mesma forma o seu irmão João do Rego Barros, quando mandou erguer a Igreja de Nossa Senhora do Pilar sobre os alicerces do Forte de São Jorge.
Em uma pequena capela da Igreja de São Francisco, em Olinda, onde se observa um velho altar entalhado, (talvez da época do convento primitivo), encontra-se a sepultura do capitão Francisco do Rego Barros e de sua esposa, Arcângela da Silveira, coberta por uma lápide de mármore e apresentando um brasão de armas.